# フランケニア科
フランケニア科（フランケニアか、学名 : Frankeniaceae）は、被子植物の科である。APG植物分類体系ではギョリュウ科と姉妹群とされ、ナデシコ目に属する。クロンキスト体系および新エングラー体系では、スミレ目に属する。草本および小低木で、暖温帯・亜熱帯に分布する。地中海地域で最も多く生育する。